# Marsílio Ficino

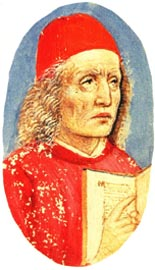
Retrato de Ficino em manuscrito da Biblioteca Medicea Laurenziana, Florença.

Marsílio Ficino (Figline Valdarno, 19 de outubro de 1433 – Careggi, Florença, 1 de outubro de 1499), filósofo italiano, é o maior representante do Humanismo florentino. 
Juntamente com Giovanni Pico della Mirandola, está na origem dos grandes sistemas de pensamento renascentistas e da filosofia do século XVII. Traduziu obras de Platão e difundiu suas ideias.

## Trajetória

De triplici vita, 1560

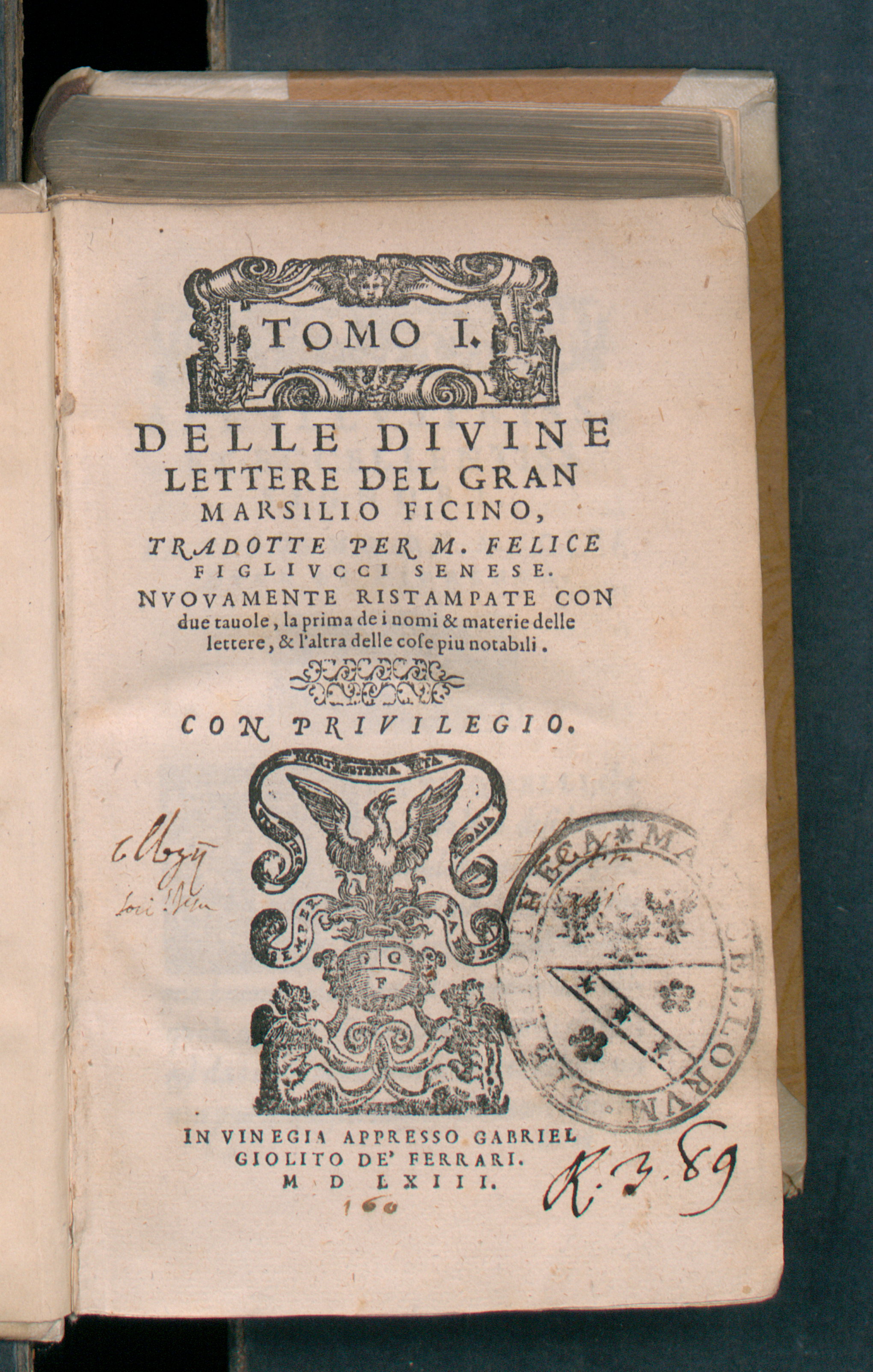
Delle divine lettere del gran Marsilio Ficino, 1563

Depois de adquirir as primeiras noções de língua grega, inicia seus estudos de filosofia e já em 1454, aos 19 anos, escreve uma coletânea de textos em latim, a Summa philosophiae, em que trata de física, de lógica, de Deus e de aliae multae questiones. Em suas cartas a amigos, mostra profundo interesse em prosseguir seus estudos platônicos. Estudou também os textos de Galeno, Hipócrates, Aristóteles, Averróis e Avicena. 
Marsílio Ficino teve a fortuna de ser filho do médico dos poderosos Médicis de Florença. Assim, desde a sua juventude tornou-se amigo e manteve estreita relação intelectual com Cosme de Médici, o Velho, um dos homens mais ricos da Europa àquela época e grande entusiasta da cultura grega. Cosme escolheu Ficino para estudar e difundir a tradição platônica em Florença. Para tanto, doou-lhe uma "villa" em Careggi, na parte norte de Florença, para ali sediar a academia platônica, ou antes, neoplatônica florentina, inspirada na antiga Academia de Platão. Além disso, Cosme confiou-lhe também a missão de traduzir o Corpus Hermeticum - os escritos atribuídos ao legendário Hermes Trismegisto - bem como as Eneadas de Plotino, entre outros textos de filósofos neoplatônicos. Após a morte de Cosme, seu filho Pedro e depois o neto, Lourenço, o Magnífico, continuaram a apoiá-lo. 
As atividades da Academia consistiam de reuniões, debates, discursos, cantos e bailes ao som da lira, em um estilo de vida não guiado por um regulamento preciso mas pela personalidade de Ficino. Anualmente, no dia 7 de novembro, suposta data do aniversário de Platão, um seleto grupo de intelectuais se reunia em Careggi, a convite de Lourenço, para um banquete, claramente alusivo a "O Banquete" de Platão.
Marsilio Ficino utilizou pela primeira vez a expressão Amor platonicus, como um sinônimo de amor socrático.
Como um homem do Renascimento, Ficino tinha também conhecimentos em outras áreas, tais como medicina e música, mas revelou-se sobretudo um grande tradutor. Traduziu para o latim não só a obra de Platão (1477) mas também, por sugestão de Pico della Mirandola, Plotino (1485) e outros neoplatônicos. Seu trabalho de tradução terá influência decisiva para a formação do pensamento da Idade de Ouro da Renascença.
Em 1473 foi ordenado padre. Não obstante, por seu interesse pelas ciências ocultas é acusado de necromancia em 1482, e escreve uma Apologia em sua própria defesa. 
Com a morte de Lourenço, em 1492, rompe-se o equilíbrio político entre Florença e os demais estados italianos, obtido graças a sua grande habilidade política. Segue-se um período sangrento de guerras e invasões. O declínio dos Médicis influirá negativamente sobre a vida de Ficino. As atividades da Academia são extintas e seu pensamento será duramente criticado pelo poderoso clérigo Girolamo Savonarola, contra o qual o Ficino escreverá uma Apologia em 1498. Desgostoso, o filósofo se retira, vindo a falecer em sua casa de Careggi, em 1499.

## Obra filosófica

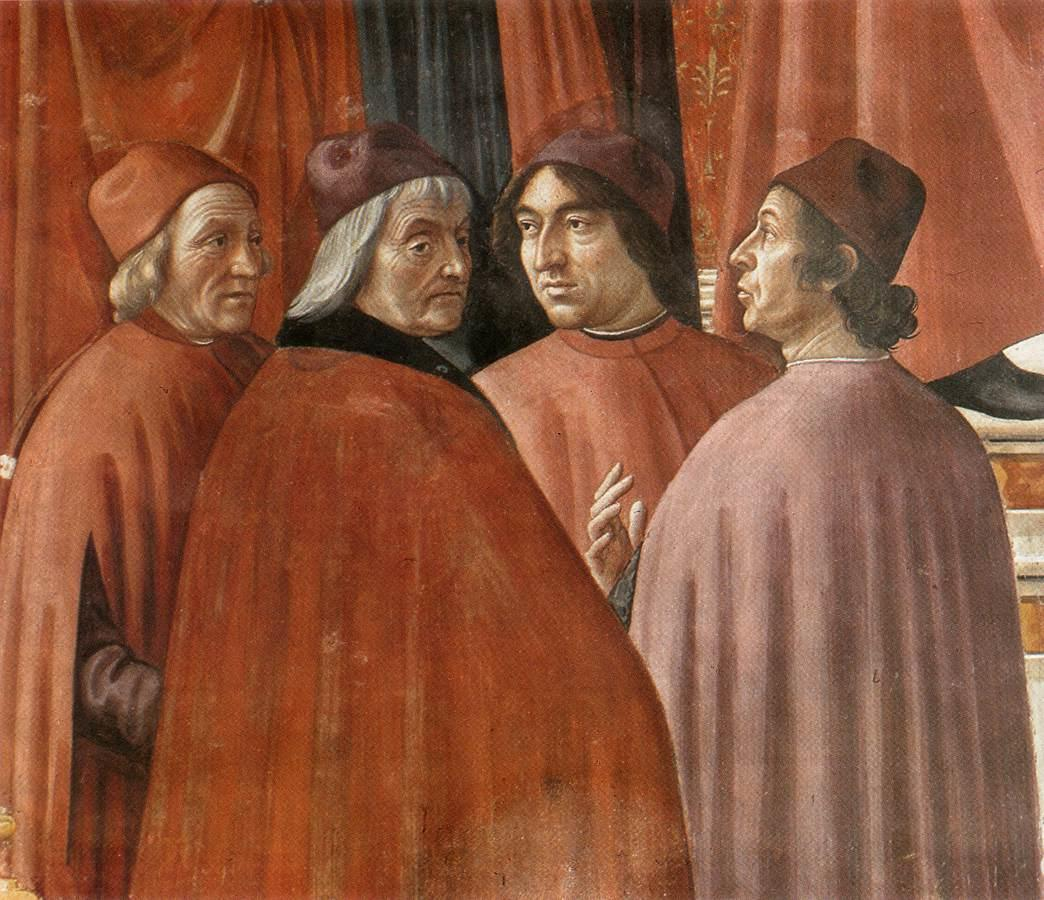
Domenico Ghirlandaio : Zacarias no Templo (1486-1490). Detalhe: Marsílio Ficino (esq.), Cristoforo Landino, Angelo Poliziano e Demetrios Chalkondyles. Capela de Santa Maria Novella, Florença.

A parte mais substancial da obra filosófica de Marsílio Ficino foi completada entre 1458 e 1493. Sua Theologia platonica ou De immortalitate animarum, dedicada a Lourenço de Médicis, é considerada a síntese do seu pensamento hermético e filosófico. Trata-se de um tratado sistemático sobre a imortalidade da alma, no qual procura conciliar o platonismo e o cristianismo. 
Seu pensamento propõe uma visão do Homem com forte afinidade cósmica e mágica, no centro de uma machina mundi animada e altamente espiritualizada, porque imbuída do spiritus mundi. A função principal do pensamento humano seria a de atingir - através de uma iluminação racional (ratio), intelectual (mens) e imaginativa (spiritus e fantasia) - a autocosciência da própria imortalidade e a divinização do Homem, graças àqueles signa e symbola - signos cósmicos e astrais comparáveis a hieróglifos universais, originários do mundo celeste.
Existiria, segundo Ficino, uma antiga e consistente tradição teológica - desde Hermes Trimegisto até Platão, passando por Zoroastro, Orfeu, Pitágoras e outros - que se propõe a subtrair a alma do engano dos sentidos e da fantasia, para conduzí-la à mente que percebe a verdade e a ordem de todas as coisas que existem em Deus ou que emanam de Deus. Assim estabelecia vínculos dessa antiga tradição com o Cristianismo, exprimindo o universalismo religioso da Renascença.*
Segundo Ficino, o agir humano em todas as suas manifestações - artísticas, técnicas, filosóficas ou religiosas - exprime, no fundo, a presença divina de uma mens infinita na Natureza, dentro de uma visão cíclica da história, marcada pelo mito do retorno platônico. 
Sua ideia animadora é a exaltação do homem como microcosmo, síntese do universo, um conceito antigo, neoplatônico, mas que teve no Humanismo do Renascimento valor e significado particulares. Outra ideia que o inspirava é a da continuidade do desenvolvimento religioso, desde os antigos sábios e filósofos - Zoroastro, Orfeu, Pitágoras, Platão - até o cristianismo, ideia que expressa o universalismo religioso da Renascença.
A atividade principal de Marsílio Ficino foi traduzir. Traduziu elegantemente, para o latim, Platão (1477) e Plotino (1485), além de outros neoplatônicos. Expôs o seu pensamento em uma grande obra (Theologia platonica de immortalitate animorum - 1491), em que procura concordar o platonismo, do qual era entusiasta, com o cristianismo, em que acreditava seriamente. Entretanto não foi um metafísico, mas um eclético e suas finalidades eram morais.

## Frases
"O Homem é o mais desgraçado dos animais: além da imbecillitas corporis, comum a todos os viventes, tem também a inquietudo animi, isto é, a certeza de dever morrer."

"E assim, portanto, há uma idade que temos que chamar de ouro... e que o nosso século seja assim, áureo, ninguém duvidará disso se tomar em consideração os admiráveis engenhos que nele se achou."
Sobre a razão:
"Conhece-te a ti mesmo, ó linhagem divina vestida com trajes mortais. Despe-te, eu te peço, separa o quanto podes, e podes o quanto te esforces; separa, digo, a alma do corpo, a razão dos afetos do sentido. Verás logo, cessadas as brutalidades terrenas, um puro ouro, e, afastadas as nuvens, verás um luminoso ar; e então, acredita-me, respeitarás a ti mesma como um raio eterno do divino sol." (Lettere, ep. 110, 1-9)
Sobre o amor:
"Quando dizemos amor, entendam desejo de beleza." (Sopra lo Amore, I iv)
Sobre a alma:
Anima copula mundi. (A alma racional como termo médio entre o divino e o terreno) 